# Senecio brenesii
Senecio brenesii là một loài thực vật có hoa trong họ Cúc. Loài này được Greenm. & Standl. miêu tả khoa học đầu tiên năm 1938.